# Rupert Wildt
Rupert Wildt (München, 25 juni 1905 – Orleans (Massachusetts), 9 januari 1976) was een Duits-Amerikaans astronoom.

## Loopbaan
Hij deed zijn Ph.D. aan de Universiteit van Berlijn en werkte verder aan de Universiteit van Göttingen om zich te specialiseren in de atmosfeer van ruimteobjecten.
Hij bestudeerde in 1932 het spectrum van Jupiter en andere planeten en identificeerde enkele absorptiebanden veroorzaakt door waterstofhoudende moleculen zoals methaan en ammonium.
Hierdoor dacht hij dat de planeten een harde kern van metalen en steen bevatten met daarop een laag ijs waarboven een atmosfeer van dichte gassen hangt. Dit model is nog steeds in gebruik.
In 1934 verhuisde hij naar de Verenigde Staten en werd assistent aan de Princeton-universiteit van 1937 tot 1942 en professor aan de Universiteit van Virginia tot 1947. Na 1947 ging hij naar de Yale-universiteit waar hij in de periode 1966-1968 doceerde in astronomie. Vanaf 1973 was hij aldaar professor-emeritus .
In 1937 dacht hij dat de atmosfeer van Venus bestond uit formaldehyde maar door metingen die de aanwezigheid van water toonden werd deze hypothese niet aanvaard. In 1940 stelde hij een nieuwe hypothese dat de koolstofdioxide de warmte vasthield in de atmosfeer van Venus, wat later het broeikaseffect werd genoemd.
In 1939 demonstreerde hij dat het licht van de zon en sterren voornamelijk veroorzaakt werd door het H−.
Hij was voorzitter van de Association of Universities for Research in Astronomy van 1965 tot 1968.

## Erkentelijkheden
- Eddington Medal in 1966[1]
- De planetoïde 1953 Rupertwildt is naar hem genoemd.
- De krater Wildt op de maan draagt ook zijn naam.

- Gemeinsame Normdatei: 1048304892
- International Standard Name Identifier: 0000 0000 4919 9357
- Library of Congress Control Number: no2004023952
- Virtual International Authority File: 46468393
- WorldCat: E39PBJxWRJgHWWbPJXJjxJRdwC